# Майков Павло Сергійович
Павло Сергійович Майков (нар. 15 жовтня 1975, Митищі) — російський актор театру, кіно і дубляжу, телеведучий, з 2008 року — співак і музикант, засновник музичних груп «Магріт», («ButterBrodsky») і «7 відсотків».

## Біографія
Народився 15 жовтня 1975 року в місті Митищі Московської області в родині водія і художниці.
З 1982 по 1992 роки жив у Києві. Закінчив музичну школу № 26 м. Києва по класу скрипки і фортепіано
У 1992 році там же закінчив середню школу № 1. У 1994 році вступив до ГІТІС на факультет «актор драматичного театру» (майстерня П. Хомського), який і закінчив у 1998 році. В дипломному спектаклі «Два веронці» за п'єсою Вільяма Шекспіра грав одну з головних ролей — негативного героя Протея.
З 1998 по 1999 роки — актор театру «Сфера», де грав у виставі «Вестсайдська історія» роль Рифа. Потім працював у театрі у Сергія Арцибашева.
У 1999 році пройшов кастинг в мюзикл «Метро», де зіграв головну роль музиканта Івана. Прем'єра мюзиклу відбулася 22 жовтня 1999 року.
У 2000 році грав у виставі «Піна днів» до «Театральної компанії Сергія Виноградова».
З 2000 по 2005 роки — актор театру імені Моссовета, де з 2000 року грав у мюзиклі «Ісус Христос — суперзірка» роль — Симон Зилот, а з 2001 року у виставі «Шиворот-навиворот» роль — Соловей-розбійник.
У 2002 році зіграв у культовому російському багатосерійному фільмі «Бригада» одну з головних ролей, бандита, Віктора Пчолкіна, на прізвисько «Пчёла» («Бджола»), яка принесла йому широку популярність.
Далі Павло Майков працює в кіно дуже плідно, серед ролей актора можна відзначити такі як особист Кожин в телесеріалі «Курсанти» (2004), головна роль колишнього спецназівця, доброго клоуна Дмитра Русакова у 8-серійному телефільмі «Гра на вибування» (2004), роль старшини Серби «Неслужбове завдання» (2004), роль оперативника Дмитра Стоцького в комедії «Новий рік скасовується» (2004), капітана Павла Наумовича Кудашева в популярному серіалі «Солдати», у фільмі «Дев'ять днів до весни» (2007) головну роль офіцера спецназу Іллі, в телесеріалі «Десант є десант» (2010) головну роль Андрія Весніна, в телесеріалі «Синдром дракона» (2012) роль офтальмолога Дениса, в телесеріалі «Зради» (2015) роль Гліба Олеговича, дитячого лікаря-ортодонта.
З 2005 по 2006 роки вів передачу на НТВ «Головна дорога» зі Світланою Берсенєвою, а також передачі «Паноптикум» та «Знайди мене». З 2007 по 2009 рік вів документальний цикл каналу ТВЦ «Московські профі».
У 2008 році Павло Майков разом з актором Олексієм Секіріним (колишній чоловік його сестри) заснував музичну групу «7 відсотків». Презентація проекту пройшла 29 квітня 2010 року в московському клубі «Б2».
У 2011 році була заснована група «БуттерБродский» («ButterBrodsky») автором і виконавцем пісень якої був Павло Майков. Перші пісні гурту були написані на вірші Йосипа Бродського, Джона Донна і Байрона. 20 грудня 2016 року група «БуттерБродский» припинила своє існування, про що було заявлено на офіційній сторінці групи в Instagram. У 2017 році, трохи змінивши склад групи, створив групу «Магріт». У січні 2018 року взяв участь у зйомках серіалу «Ольга» на ТНТ, виконав роль сусіда «Терентьєвих» Жору.
З 2018 року актор доданий у список бази Миротворця, за незаконнє відвідування Криму.
В 2022 році Павло Майков, пояснив реальне значення війни для тих, хто продовжує сліпо вірити владі РФ і заперечує жорстокі факти "що війна - це бій зі зброєю між двома державами, які ворогують між собою, і попросив усіх називати "речі своїми іменами""

## Родина

### Родина
- Бабуся — Майкова Тетяна Павлівна (нар. 27 вересня 1924)
- Мати — Ганна Семенівна Стоцька (дів. Майкова) (нар. 22 лютого 1957) — художниця
- Батько — Сергій Дмитрович Сергутін (1957—2002) — водій, родом з Києва[2]
- Вітчим — Стоцький Олександр Дмитрович (нар. 18 грудня 1957) — лікар-реаніматолог[10]
- Сестра — Анастасія Олександрівна Стоцька (нар. 7 жовтня 1982, Київ, СРСР)  — співачка, актриса, фотомодель

### Особисте життя
- До першого шлюбу перебував 3 роки у відносинах зі своєю однокурсницею Мар'яною Максимівною Березовською
- Перша дружина (2001—2005) — Катерина Масловська, актриса і співачка (нар. 1982)[11]
  - Син — Данило Майков (нар. 2003)[12]

Друга дружина (з 2006) — Марія Саффо (Слідовкер), актриса (нар. 1978)

## Фільмографія
1. 2002 — Чоловіча робота — слідчий
2. 2002 — Бригада — Віктор Павлович Пчолкін (Пчьола), бандит, член «Бригади»
3. 2003 — Найкраще місто Землі
4. 2004 — Новий рік відміняється! — Стоцький Дмитро
5. 2004 — Гріхи батьків — Микола Андросов
6. 2004 — Курсанти — майор Кожин
7. 2004 — Гра на вибування — Дмитро
8. 2004 — 2005 — Неслужбове завдання — старшина Серба
9. 2004 — Чоловіки не плачуть — Володимир Рокотов, агент міліції
10. 2005 — Ісус Христос-суперзірка — Симон Зелот, апостол
11. 2005 — Солдати 3—5 — капітан Павло Наумович Кудашев
12. 2006 — Ваша честь — Антон, колишній друг судді Серьогіної
13. 2007 — Дев'ять днів до весни — Ілля, офіцер спецназу
14. 2007 — Діви ночі — Юрко
15. 2007 — Барин — Микита Панкратович, барин
16. 2008 — Операція «ЧеГевара» — Володя
17. 2008 — найкращий вечір — Антон
18. 2008 — Мрії збуваються
19. 2009 — Дистанція
20. 2009 — Шлях додому — капітан Мальков
21. 2009 — При загадкових обставинах — Олександр Котін, капітан міліції (фільм № 1 «Поїзд, що зник»)
22. 2010 — Пилъ. Курилъ. — «Покер», кілер
23. 2010 — Десант є десант — Андрій Веснін, десантник
24. 2010 — «Алібі» на двох — Гоша Солнцев, партнер в детективному агентстві «Алібі»
25. 2011 — Двоє — Едік Антипов
26. 2011 — Костоправ — Олексій Караулов, бізнесмен (4-я серія «Квазімодо»)
27. 2012 — Золото «Глорії» — Філіп, боєць, мисливець за скарбами
28. 2012 — Синдром дракона — Денис, «офтальмолог», підручний Миколи Йолкіна
29. 2012 — 2013 — Гончі-5 — Володимир Ілліч Рєзніков, полковник, начальник розшукового відділу УФСІН (Фільм № 1 «Пастка», Фільм № 2 «Виходу немає», Фільм № 3 «Хороші хлопці», Фільм № 4 «Інфекція зла», Фільм № 5 «Останній політ Чкалова», Фільм № 6 «Бракована втеча»)[14].
30. 2013 — Департамент — Ілля Олегович Зотов, капітан
31. 2013 — Мрії збуваються
32. 2014 — 118 секунд… і після
33. 2015 — Принцеса з півночі — Веніамін Костянтинович Колишев
34. 2015 — Зради — Гліб Олегович, дитячий лікар-ортодонт, колега Кирила
35. 2016 — Ви всі мене бесіте — Арсеній, чоловік Галі, менеджер середньої ланки (7 серія)
36. 2017 — Ікра — слідчий прокуратури Олександр Костенко
37. 2017 — Максимальний удар — охоронець в сигарному клубі
38. 2018 — Людина, яка здивувала всіх — Захар
39. 2018 — Про що вона мовчить
40. 2018 — Лід — дядько Гена, полюбовник тітки
41. 2018 — 2020 — Ольга — Жора Єфімов, інвалід, сусід Терентьєвих, алкоголік, батько Саші
42. 2019 — Тобол — Олександр Данилович Меншиков
43. 2019 — Фантом — Артур
44. 2019 — Дилди — Павло Кузнєцов, батько Христини, директор птахофабрики
45. 2020 — Шерлок у Росії — Лавр Сидорович Трудний, начальник розшукової-поліції Санкт-Петербурга
46. 2021 — Відпустка — Сєва
47. 2021 — Пальма — Георгій Красилов, другий пілот

## Нагороди
- Фестиваль «Московські дебюти» (1999—2000 рр.) (краща чоловіча роль у виставі «Остання смерть Дж. Свіфта»; чоловіча роль в мюзиклі «Метро»)
- Військово-патріотичний фестиваль «Волоколамський рубіж» (краща чоловіча роль у фільмі «Неслужбове завдання»)